# 원더걸스 (텔레비전 프로그램)
《원더걸스》는 대한민국의 방송국 MTV Korea에서 방영된 다큐멘터리 프로그램이다. 대개 ‘MTV 원더걸스’로 불린다. 그룹 원더걸스는 이 프로그램을 통해 처음 이름을 알렸다.
2006년 12월 22일부터 2007년 2월 23일까지 방영된 《원더걸스 시즌1》에서는 5인조 여성 그룹 원더걸스의 데뷔 과정을 다루었으며, 2007년 4월 9일부터 같은 해 6월 4일까지 방영된 《원더걸스 시즌2》에서는 원더걸스의 특별한 체험기를 다루었다. 이후 2008년 3월 7일부터 같은 해 3월 28일까지 방영된 《원더걸스 시즌3》는 미국에 간 원더걸스의 다양한 체험을 다루었다. 시즌 3를 방영하기 전에 《원더걸스 리와인드(이하 : 재방송)》라는 이름으로 시즌 1과 시즌 2를 재방송하면서 ‘스페셜 비하인드 더 신’이라는 미공개 영상을 매회 끝에 붙여 방영하기도 했다. 현재는 종영된 상태이며, 공식 웹사이트에서 모든 영상을 다시 볼 수 있다.

## 내용

### 시즌 1
2006년 12월 22일부터 10회 방영된 시즌 1은 원더걸스의 데뷔 과정을 다루었다. 한 회당 한 멤버를 주인공으로 하여 멤버의 연습 과정과 취미, 일상 등을 소개하였다. 4회까지 네 명의 멤버 선예, 현아, 소희, 선미가 소개되었고, 다섯 번째 멤버를 뽑기 위한 오디션과 새 멤버로 뽑힌 예은의 소개, 화보 사진 촬영 등의 내용으로 이루어져 있다. 여러 인터넷 사이트를 통해 생중계되어 약 10,000여명이 동시 접속했었던 쇼케이스 현장도 9회에 포함되어 있다.
다음은 시즌 1의 방영 목록이다.
| 회 | 방영 일자        | 내용                                      | 비고                                                                                |
| -- | ---------------- | ----------------------------------------- | ----------------------------------------------------------------------------------- |
| 1  | 2006년 12월 22일 | 선예의 인터뷰                             |                                                                                     |
| 2  | 2006년 12월 29일 | 현아의 인터뷰                             |                                                                                     |
| 3  | 2007년 1월 5일   | 소희의 인터뷰, 화보 촬영                  |                                                                                     |
| 4  | 2007년 1월 12일  | 선미의 인터뷰, 화보 촬영                  | 선미의 인터뷰 장면은 재방송시 삭제되었다.                                           |
| 5  | 2007년 1월 19일  | 다섯 번째 멤버 모집 오디션                | 원더걸스가 참가자의 동영상을 보는 장면은 재방송시 삭제되었다.                       |
| 6  | 2007년 1월 26일  | 예은의 일상, 원더걸스와의 만남, 연습 장면 |                                                                                     |
| 7  | 2007년 2월 2일   | 화보 촬영, 노을과의 만남                  | 노을과 같이 노래를 부르는 장면과 노을에게 춤을 평가받는 장면은 재방송시 삭제되었다. |
| 8  | 2007년 2월 9일   | 쇼케이스 구상, 비와의 만남, 연습 장면     |                                                                                     |
| 9  | 2007년 2월 16일  | 쇼케이스                                  |                                                                                     |
| 10 | 2007년 2월 23일  | 펜디 광고 모델, 깜짝 파티                 | 펜디 광고 모델 관련 장면은 재방송시 삭제되었다.                                     |

### 시즌 2
2007년 4월 9일부터 10회 방영된 시즌 2는 가수가 된 원더걸스가 겪어보지 못할 특별한 체험기를 다루었다. 부제는 ‘원더 라이프’로 레스토랑 체험, 방송국에서 프로그램 제작, 동물원 체험, 패션 디자이너 체험, 극기 체험 MT 등의 내용이 다뤄졌다.
다음은 시즌 2의 방영 목록이다.
| 회 | 방영 일자       | 내용                              | 비고                                                      |
| -- | --------------- | --------------------------------- | --------------------------------------------------------- |
| 1  | 2007년 4월 9일  | 레스토랑 체험, 음식 대결          | 음식 조리법을 설명하는 장면의 일부가 재방송시 삭제되었다. |
| 2  | 2007년 4월 18일 | 음식 대결, 프로포즈 이벤트        |                                                           |
| 3  | 2007년 5월 7일  | 와인 체험, 프로포즈 이벤트        |                                                           |
| 4  | 2007년 5월 14일 | 방송국 견학, 녹음 체험            |                                                           |
| 5  | 2007년 5월 16일 | TV 프로그램 제작                  |                                                           |
| 6  | 2007년 5월 16일 | 동물원 체험, 선미 생일 파티       |                                                           |
| 7  | 2007년 5월 21일 | 동물원 체험                       |                                                           |
| 8  | 2007년 5월 28일 | 의류 회사 견학, 의류 리폼, 팬미팅 |                                                           |
| 9  | 2007년 6월 4일  | MT, 몰래카메라                    |                                                           |
| 10 | 2007년 6월 4일  | 번지점프, 극기 체험               | 번지점프 소감 인터뷰는 재방송시 삭제되었다.               |

### 시즌 3
2008년 3월 7일부터 8회 방영된 시즌 3는 ‘텔미 열풍’으로 스타가 된 원더걸스가 미국에서 겪는 다양한 체험을 다루었다. 부제는 ‘뉴욕 원정기’, ‘뉴욕 방문기’, ‘뉴욕에 가다’, ‘센스 인 뉴욕’ 등으로 다양하게 불린다. 〈텔 미〉 활동 이후 멤버들의 근황, 〈위싱 온 어 스타〉 뮤직비디오 촬영, 각종 체험, JYP 엔터테인먼트 소속 연예인과 함께한 ‘더 JYP 투어’ 공연 등의 내용으로 이루어져 있다. 시즌 2 이후 멤버 교체로 현아 대신 새 멤버 유빈이 출연했다.
다음은 시즌 3의 방영 목록이다.
| 회 | 방영 일자       | 내용                                       | 비고 |
| -- | --------------- | ------------------------------------------ | ---- |
| 1  | 2008년 3월 7일  | 티저 촬영 현장, 선미와 소희의 졸업식, 출국 |      |
| 2  | 2008년 3월 7일  | 숙소 공개, 자유의 여신상, 뮤지컬 관람      |      |
| 3  | 2008년 3월 14일 | 〈Wishing on a Star〉 뮤직비디오 촬영      |      |
| 4  | 2008년 3월 14일 | 스파 체험, 파티 준비                       |      |
| 5  | 2008년 3월 21일 | 티파니 본사 방문, 기타 배우기, 저녁식사    |      |
| 6  | 2008년 3월 21일 | MTV 뉴욕 방문                              |      |
| 7  | 2008년 3월 28일 | 스키장 체험                                |      |
| 8  | 2008년 3월 28일 | 연습 장면, ‘더 JYP 투어’ 공연              |      |